# Felix von Schumacher
Felix von Schumacher (Lucerna, 14 luglio 1814 – Lucerna, 19 ottobre 1894) è stato un generale svizzero.
Apparteneva alla famiglia patrizia Schumacher di Lucerna. Fu generale del Regno delle due Sicilie, aiutante di campo del re Ferdinando II, consigliere dei suoi figli Francesco II e dei conti di Trani e di Caserta e protettore della giovane regina Maria Sofia di Napoli, sorella dell'imperatrice Elisabetta d'Austria. Nel 1858 fu elevato al titolo di pari napoletano.

## Biografia

### Origini
Il padre di Felix von Schumacher, Joseph Anton Schumacher, in qualità di consigliere e direttore militare di Lucerna, aveva negoziato, nel 1825, il trattato militare svizzero per quattro reggimenti col Regno delle Due Sicilie che avrebbe dovuto formare il nucleo dell'esercito napoletano. Joseph Anton Schumacher era stato in precedenza un ufficiale della Guardia svizzera francese del re Luigi XVI e genero di Jost Dürler, che comandò la Guardia alle Tuileries il 10 agosto 1792.

#### Famiglia
Il 1º Reggimento svizzero era composto da soldati di Lucerna, Nidvaldo, Uri e Canton Appenzello Interno. Anche molti altri parenti della famiglia vi prestarono servizio, come Alphons Maximilian Pfyffer von Altishofen, il futuro capo di stato maggiore svizzero, iniziatore delle fortificazioni del passo del San Gottardo e costruttore del Grand Hotel National Belle Époque di Lucerna, o il generale Ludwig von Sonnenberg, che aveva preso parte alle campagne di Napoleone, nonché il comandante Heinrich Schumacher e suo cognato Walter am Rhyn, che affittò la sua residenza di campagna a Lucerna a Richard Wagner, o il cognato Georg Pfyffer von Heidegg, il cui figlio fu precettore dei principi di Borbone-Caserta e segretario privato della regina Vittoria e del re Edoardo VII.

### Carriera militare

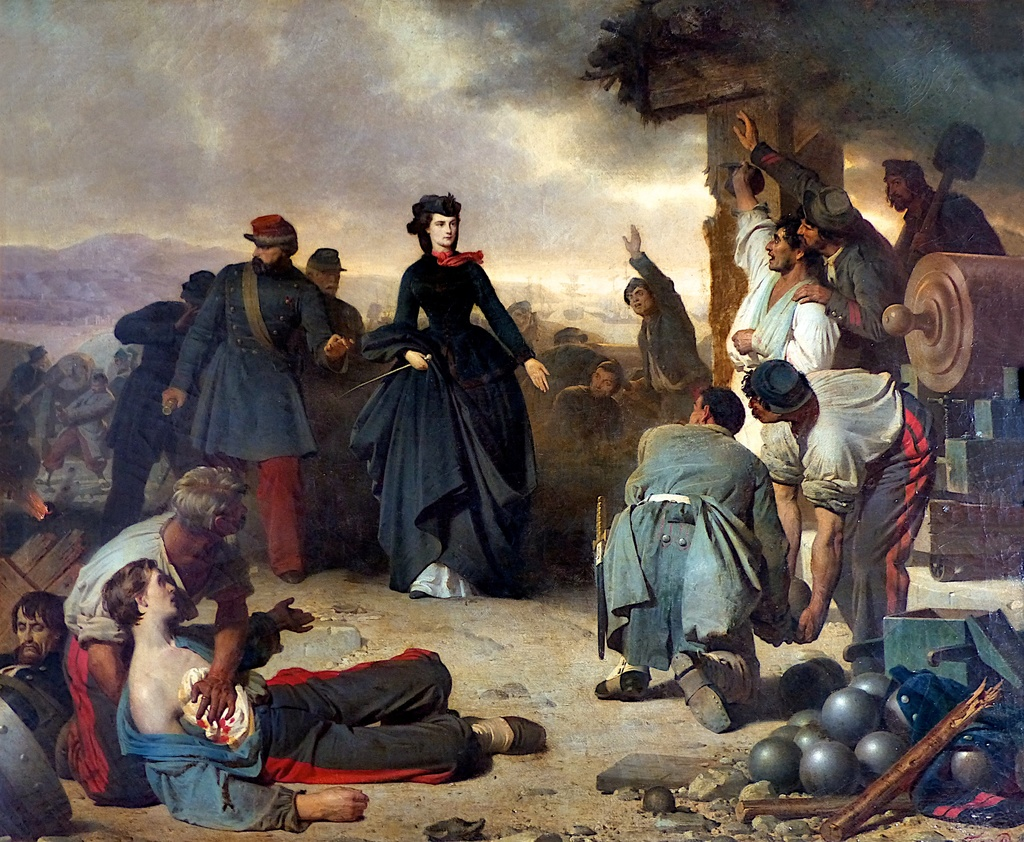
La regina Maria Sofia accompagnata dal generale von Schumacher e dal suo aiutante Alphons Pfyffer von Altishofen durante l'assedio di Gaeta.

Nel 1833 anche Felix von Schumacher iniziò la sua carriera nel reggimento. Fu trasferito allo stato maggiore e alla corte del re Ferdinando II. Come aiutante di campo di quest'ultimo, viaggiò in Europa e acquistò armi per l'esercito napoletano. Nel frattempo partecipò ai preparativi dello stato maggiore per la guerra del Sonderbund in Svizzera. In seguito combatté a Napoli. Scese poi in campo contro Garibaldi e i piemontesi, e prese parte alla riconquista di Roma per il Papa, e alla campagna di Sicilia. Nel 1861 era a capo della difesa di Gaeta, sotto la cui protezione erano passati già durante la rivoluzione papa Pio IX ed il granduca Leopoldo II di Toscana. Un dipinto di Carl Theodor von Piloty che si trova a Widbad Kreuth mostra Felix von Schumacher e Alphons Pfyffer von Altishofen con la regina Maria Sofia sui bastioni del Castello di Gaeta. Dopo la sua caduta nel 1861, accompagnò la famiglia reale in esilio a Roma.
A Lucerna, il generale von Schumacher era membro del consiglio di amministrazione di varie imprese e promuoveva il tiro a segno. Era in contatto con il duca Massimiliano Giuseppe in Baviera e il principe Luitpold di Baviera, nonché con il re Alberto di Sassonia. Accompagnò anche il re Guglielmo di Prussia alle terme di Bad Ems, dove fu testimone del dispaccio di Ems. Fu anche invitato al matrimonio a Sigmaringen nel 1889, dove Guglielmo di Hohenzollern-Sigmaringen sposò la figlia del conte di Trani e dove incontrò il kaiser Guglielmo II. Quando il conte di Girgenti morì a Lucerna (Hotel National), organizzò e accompagnò il suo rimpatrio a Madrid nel 1877 per conto della principessa Isabella delle Asturie, dove fu ricevuto dal re. Consultò anche il conte di Trapani, Francesco di Borbone-Due Sicilie, la cui moglie, Isabella d'Austria, morì anch'essa a Lucerna nel 1901. A Lucerna, Felix von Schumacher ebbe contatti con Richard Wagner, che era suo vicino e viveva nella tenuta di campagna del colonnello Walter am Rhyn, che era stato anche ufficiale a Napoli.
Quando Maria Sofia lasciò il marito in esilio, furono sua sorella Elisabetta e il generale von Schumacher a convincerla a tornare da suo marito e a dare il suo figlio illegittimo alle cure di un conte belga. Anche la moglie di Felix von Schumacher era belga. Allo stesso modo, anche i suoi figli, Felix ed Edmund, erano al servizio del re belga Alberto I. Una figlia sposò l'industriale dell'acciaio di Lucerna Ludwig von Moos, la cui famiglia aveva anch'essa ufficiali a Napoli.